# Побуна Баша де Касанже
Побуна Баша де Касанже (порт. Greve da Baixa do Cassange) сматра се првим сукобом рата за независност у Анголи и Португалског колонијалног рата у португалским Прекоморским покрајинама. Устанак је започео 3. јануара 1961. године у региону Баша де Касанже, округ Малање, португалска Ангола. До следећег дана португалске су власти успешно угушиле побуну. Дан 4. јануар се данас обележава као државни празник у Анголи, Дан мученика колонијалне репресије (Dia dos Mártires da Repressão Colonial).

## Побуне

### 3. јануар
Дана 3. јануара 1961, пољопривредни радници запослени у Котонангу, португалско-белгијском предузећу за плантаже памука, организовали су протест тражећи побољшане радне услове. Протест, који је касније постао познат као побуна Баша де касанже, предводила су два претходно непозната Анголца, Антонио Маријано и Кулу-Шингу. Током протеста анголски радници спалили су своје легитимације и физички напали португалске трговце у просторијама твртке. Протест је довео до општег устанка, на који су португалске власти наредног дана одговориле ваздушним нападом на двадесет села у том подручју, побивши велики број сељана. Народни покрет за ослобођење Анголе (МПЛА) тврдио је да је ваздушни напад побио око 10.000 људи, али се већина процена креће од 400 до чак 7.000 убијених.

### 15. март
Дана 15. марта, два месеца касније, União das Populações de Angola (УПА), предвођена Холденом Робертом, покренула је народну побуну у региону Баконго у северној Анголи. Анголски Банту фармери и радници на плантажама кафе придружили су се устанку и у махнитом бесу убили око 1000 белих Анголаца у неколико дана, заједно с непознатим бројем домородаца. Побуњеници су спалили плантаже, мостове, владине објекте и полицијске станице те уништили неколико тегленица и трајеката. Слике силованих и осакаћених досељеника разбесниле су португалску јавност, а португалска војска покренула је противпобуњеничку кампању током које су уништиле  на десетке села и убиле око 20.000 људи све док устанак није угушен у септембру 1961. године.